# Batalla de Olivera
La Batalla de Olivera (provincia de Buenos Aires, 17 de junio de 1880) fue un combate entre las fuerzas leales al presidente Nicolás Avellaneda y las rebeldes que respondían al gobernador de Buenos Aires, Carlos Tejedor, como parte de la última guerra civil argentina, la Revolución de 1880, que resolvería definitivamente el problema de la capital de la Nación. Su resultado militar fue adverso a los rebeldes, pero la batalla permitió ingresar un gran número de soldados del interior de la provincia a la capital para ayudar en la revolución.

## Antecedentes
Las guerras civiles argentinas, que sacudieron periódicamente al país desde 1814 en adelante, estaban causadas por los conflictos entre las posturas centralistas y económicamente liberales que, en general, distinguieron al gobierno de Buenos Aires, con las más proteccionistas y federales del partido federal. Éste fue derrotado seriamente en 1861, y a lo largo de la década siguiente fue aplastado hasta desaparecer.
Quedaban aún asuntos que resolver, como la ubicación y formato legal de la capital de la Nación, y la legitimidad de los partidos dominantes, genéricamente “mitristas” o nacionales, y los “alsinistas” o liberales. El hecho de que ambos partidos recurrieran al fraude electoral y a la violencia contra sus opositores no impidió que el partido al que le tocaba estar en la oposición reclamara sistemáticamente contra las infracciones del otro partido. Y, por consiguiente, que considerara a su gobierno como ilegítimo. La revolución de 1874, dirigida por Bartolomé Mitre, tuvo su justificación en este tipo de conflicto; la derrota del expresidente permitió al Partido Autonomista reforzar su poder.
Tres años después de este fracaso mitrista, los dos partidos llegaron a una “conciliación”, para llevar una lista común a los gobiernos provinciales. De esta manera, Carlos Tejedor fue elegido gobernador de la provincia de Buenos Aires. Pero de inmediato se puso al frente de una alianza “liberal”, de raíces puramente porteñas, para oponerse al presidente Nicolás Avellaneda y su política; especialmente en lo que este atacaba la autonomía de esa provincia. Los dos objetivos de Avellaneda eran lograr la federalización de la ciudad de Buenos Aires, separándola del resto de la provincia, y la supresión de las milicias de la provincia.
En defensa de las posturas porteñas, Tejedor se lanzó a la revolución. Avellaneda reunió en torno a la ciudad de Buenos Aires varias divisiones del ejército y trasladó su capital provisoriamente al cercano pueblo de Belgrano. Los porteños se dedicaron a reunir todas las milicias que pudieron. Debido a que no lograron afirmarse en los pueblos del interior, las concentraron en la ciudad.

## La batalla
El núcleo más importante de milicias del interior de la provincia había sido reunido en Mercedes, de donde marchó hacia la capital al mando del coronel José Inocencio Arias — el mismo vencedor de Mitre en 1874, con lo que queda claro que los partidos se habían realineado. En su camino se cruzó el coronel Eduardo Racedo, que intentó cortarle el paso con las tropas que había traído del interior del país, y que acababa de desembarcar en Campana.
Los 10 000 hombres de Arias se dirigieron a Luján y continuaron avanzando. Racedo los atacó en las proximidades de la estación Olivera el 17 de junio de 1880, al frente de 4.000 soldados mucho mejor armados. El ejército nacional logró desbandar varios grupos de rebeldes, quitarles muchos de sus caballos y obligarlos a retroceder sobre la estación.
Arias había enviado contra los hombres de Racedo a casi toda su caballería, muy numerosa pero menor en número que su infantería, para proteger la operación de embarque de sus tropas en el ferrocarril. Cuando el jefe nacional logró llegar a la estación, casi todas las fuerzas porteñas habían partido en varios trenes. De modo que Racedo logró quedar dueño del campo de batalla, pero no pudo impedir a Arias llevar sus hombres al interior de la ciudad.

## Después de la batalla
Arias llevó su fuerza a la estación Ramos Mejía, donde los desembarcó. Los nacionales habían ocupado el pueblo de Flores, por lo que los esquivó a pie y llegó al frente de unos 7.000 hombres a Buenos Aires.
Las fuerzas que llevó Arias a la ciudad fueron claves para evitar que las siguientes batallas, las de Barracas, Puente Alsina y Corrales Viejos, quedaran como amplias victorias del ejército nacional. Pero los tres fueron, en la práctica, empates entre ambos bandos.
Debido a la imposibilidad de continuar una guerra a la defensiva contra un enemigo que dominaba todo el resto del país, el gobernador Tejedor inició tratativas de paz, comenzándolas con su renuncia. La actitud de Avellaneda en esta situación fue de generosidad ante el enemigo, pero forzó la solución de los problemas planteados en el sentido de una victoria absoluta de sus posiciones: la federalización de Buenos Aires (a la que luego se le sumarían Flores y Belgrano como barrios), la disolución de las milicias de esa provincia, el traslado de su capital hasta La Plata y la confirmación de la victoria electoral del siguiente presidente, Julio Argentino Roca.